# 艾倫氏海神隆頭魚
艾倫氏海神隆頭魚，為輻鰭魚綱鱸形目隆頭魚亞目隆頭魚科的其中一種，分布於西澳大利亞南部海域，棲息深度1-15公尺，體長可達8.4公分，棲息在水淺的岩礁區，生活習性不明。